# 惠氏櫛鱗鰨
惠氏櫛鱗鰨為輻鰭魚綱鰈形目鰨亞目鰨科的其中一種，為熱帶海水魚，分布於太平洋馬紹爾群島及社會群島海域，棲息深度0-37公尺，體長可達4公分，棲息在底層水域，生活習性不明。